# Guiratinga (kommun)
Guiratinga är en kommun i Brasilien.   Den ligger i delstaten Mato Grosso, i den centrala delen av landet, 600 km väster om huvudstaden Brasília. Antalet invånare är 13 867.
Följande samhällen finns i Guiratinga:
- Guiratinga

Omgivningarna runt Guiratinga är huvudsakligen savann. Runt Guiratinga är det mycket glesbefolkat, med 5 invånare per kvadratkilometer.